# Акция Т4
Акция Т4 (на немски: Aktion T4) е следвоенно название за масово убийство чрез насилствена евтаназия в Нацистка Германия. Името T4 е съкращение на Tiergartenstraße 4, улица на канцлерския департамент през пролетта на 1940 г. в Берлинския квартал Тиргартен, който назначава и плаща на персонал, свързан с Т4. Някои немски лекари получават разрешение да подбират пациенти, „считани за неотлъчно болни, след най-критичен медицински преглед“ и след това да им се даде „милостива смърт“ (Gnadentod). През октомври 1939 г. Адолф Хитлер подписва „указ за евтаназия“, със задна дата 1 септември 1939 г., който разрешава на личния му лекар Карл Бранд и Филип Боулер да изпълнят програмата.
Убийствата са извършени от септември 1939 г. до август 1941 г., през които са записани 70 273 души като убити в различни центрове за унищожаване, намиращи се в психиатричните болници в Германия и Австрия, както и в окупирана Полша. Около половината от убитите са заведени от църковни убежища, често с одобрението на протестантските или католическите власти. Въпреки че Светият престол обявява на 2 декември 1940 г., че политиката е в противоречие с естествения и положителен божествен закон и че „директното убиване на невинен човек, поради умствени или физически дефекти не се допуска“, декларацията не се потвърждава от някои католически власти в Германия. От друга страна, през лятото на 1941 г. в Германия протестира епископ Фон Гален, чиято намеса, според Ричард Й. Еванс, води до „най-силното, най-ясно и най-разпространеното протестно движение срещу всяка политика от самото начало на Третия райх“.
Представени са няколко причини за програмата, включително евгениката, състраданието, намаляването на страданието, расовата хигиена, ефективността на разходите и натискът върху бюджета за благосъстоянието. След номиналния край на програмата, лекарите в германски и австрийски институции продължават много от практиките на Акция Т4 до поражението на Нацистка Германия през 1945 г. Неофициалното продължаване на политиката води до допълнителни смъртни случаи чрез медицина и подобни средства, което „опразва“ 93 521 легла до края на 1941 г. Технологията, разработена в рамките на Акция Т4 – използването на смъртоносен газ за извършване на масово убийство е поето от медицинското отделение на Министерството на вътрешните работи на Райха, заедно с персонала, участвал в разработването на технологията и по-късно участвал в Операция „Райнхард“. Разработените технологии, персонал и техники са от съществено значение за осъществяването на Холокоста.

## Предистория
Терминът „Акция Т4“ влиза в употреба след войната; преди тази германска терминология да включва евтаназията и „милосърдната смърт“. Програмата Т4 произтича от политиката на нацистката партия за „расова хигиена“ – вярата, че германският народ трябва да бъде очистен от расови врагове, включващи хората с увреждания, както и всеки, който е ограничен в психично здраве. Програмата за евтаназия е част от еволюцията на политиката на административно убийство, завършила с унищожаването на евреите в Европа по времето на Холокоста. В книгата си „Mein Kampf“ (1924) Хитлер пише, че един ден расовата хигиена „ще се появи като дело, по-голямо от най-големите войни в сегашната ни буржоазна ера.“
Идеята за стерилизиране на онези, които носят наследствени дефекти, или за представяне на това, което се смята за наследствено „антисоциално“ поведение, е широко прието. Канада, Дания, Швейцария и САЩ приемат закони за принудителна стерилизация на хора преди Германия. Проучванията, проведени през 20-те години на ХХ век, класират Германия като страна, която необичайно не желае да въведе законодателство за стерилизация.
Политиката и изследователската програма за расова хигиена и евгеника са популяризирани от Емил Краепелин. Евгений Блейлер, който предполага расово влошаване поради психически и физически паразити в своя учебник по психиатрия, се застъпва за евгеничната стерилизация на лица, диагностицирани с (и смятани за предразположени към) шизофрения.
През юли 1933 г. „Законът за предотвратяване на наследствено заболяване на потомството“, предписва задължителна стерилизация за хора с усложнения, за които се смята, че са наследствени, като шизофрения, епилепсия, хорея на Хънтингтън и „ибебедност“. Стерилизацията също е легализирана за хроничен алкохолизъм и други форми на социална девиация. Законът е администриран от Министерството на вътрешните работи под ръководството на Вилхелм Фрик чрез специални наследствени здравни съдилища (Erbgesundheitsgerichte), които разглеждат затворниците в домове, затвори, домове за възрастни и специални училища, за да изберат тези, които трябва да бъдат стерилизирани.
Смята се, че 360 000 души са стерилизирани по този закон между 1933 и 1939 г. В рамките на нацистката администрация някои твърдят, че програмата трябва да се разпростре и върху хората с физически увреждания, но такива идеи трябва да бъдат изказани внимателно, като се има предвид, че една от най-силните фигури на режима, Йозеф Гьобелс, има деформиран десен крак. След 1937 г. острият недостиг на работна ръка в Германия, произтичащ от превъоръжаването, означава, че всеки който е способен да работи, се счита за „полезен“ и по този начин се освобождава от закона и степента на стерилизация намалява.

## Изпълнение
Д-р Карл Бранд, личен лекар на Хитлер и Ханс Ламерс, ръководител на канцеларията на Райха, свидетелства след войната, че Хитлер им е казал още през 1933 г., когато е приет законът за стерилизация, че е благоприятствал убийството на неизлечимо болните, но признава, че общественото мнение няма да приеме това. През 1935 г. Хитлер казва на лидера на райхските лекари Герхард Вагнер, че въпросът не може да бъде взет в мирно време: „Подобен проблем може да бъде по-гладък и лесно проведен във война“. Акция Т4 започва с „процес“ в края на 1938 г. Хитлер инструктира Бранд да оцени семейната петиция за „милосърдно убийство“ на техния син, който е сляп и има физически и умствени увреждания. Детето, родено близо до Лайпциг и накрая идентифицирано като Герхард Крецмар, е убито през юли 1939 г. Хитлер инструктира Бранд да действа по същия начин във всички подобни случаи.
На 18 август 1939 г., три седмици след убийството на момчето, е създаден Райхския комитет за научно регистриране на наследствени и вродени заболявания. Той трябва да подготви и продължи с регистрацията на болни деца или новородени, идентифицирани като дефектни. Тайното убийство на бебетата започва през 1939 г. и нараства след началото на войната. До 1941 г. повече от 5000 деца са убити. Хитлер е привърженик на убийството на онези, които според него са Lebensunwertes Leben (Хора, недостойни за живота).
Германското движение за евгенизъм има крайно крило още преди нацистите да дойдат на власт. Още през 1920 г. Алфред Хохе и Карл Биндин се застъпват за убийството на хора, чийто живот е „недостоен за живеене“. Дарвинизмът се интерпретира от тях като оправдание на търсенето на „полезни“ гени и изкореняване на „вредните“. Робърт Лифтън пише: „Аргументът е, че най-добрите млади мъже са умрели във война, причинявайки загуба на най-добрите налични гени. Гените на тези, които не се бият (най-лошите гени), след това се разпространяват свободно, ускорявайки биологичните и културните дегенерации“. Застъпничеството за евгеника в Германия се натрупа след 1930 г., когато Голямата депресия е използвана за оправдание на съкращенията във финансирането на държавните психиатрични болници, създавайки безпорядък и пренаселване.
Много германски евгеници са националисти и антисемити, които аплодират ентусиазма на нацисткия режим. Много от тях са назначени на длъжности в Министерството на здравеопазването и германския изследователски институт. Идеите им постепенно се възприемат от мнозинството от германската медицинска професия, от която евреите и комунистическите лекари скоро се очистват. През 1930-те години нацистката партия провежда кампания на пропаганда в полза на евтаназията. Националсоциалистическата расова и политическа служба (NSRPA) издава в кината брошури, плакати и късометражни филми, които показват на германците разходите за поддържане на нелечимо болни и луди. Тези филми включват „Наследството“ (Das Erbe, 1935), „Жертвата на миналото“ (Opfer der Vergangenheit, 1937), получила голяма премиера в Берлин и показвана във всички германски кина, а „Аз обвинявам“ (Ich klage an, 1941), се основава на романа на Хелмут Юнгер, консултант за „детска евтаназия“.

## Убиване на деца
В средата на 1939 г., Хитлер разрешава създаването на Райхския комитет за научно регистриране на тежки наследствени и вродени заболявания, ръководен от д-р Карл Бранд, негов лекар и администриран от Хърберт Линден от Министерството на вътрешните работи, както и СС-Оберфюрер Виктор Брак. Бранд и Боулер са упълномощени да одобряват заявления за убиване на деца при подходящи обстоятелства, макар че Боулер оставя детайлите на подчинените си като Брак и СА-Оберфюрер Вернер Бланкенбург.
В шест съществуващи психиатрични болници са създадени центрове за унищожаване: Бернбург, Бранденбург, Графенек, Хадамар, Хартхайм и Сонестенщайн. 1000 деца на възраст под 17 години са убити в институциите Am Spiegelgrund и Gugging в Австрия. Те имат решаваща роля в развитието, водещо до Холокоста. Като свързан аспект на „медицинската“ и научна основа на тази програма, нацистките лекари взимат хиляди мозъци от жертвите на „евтаназия“ за изследване.
От август 1939 г. Министерството на вътрешните работи започва да регистрира деца с увреждания, като изисква от лекарите и акушерите да докладват всички случаи на новородени с тежки увреждания; елементът на съгласието „настойник“ скоро изчезва. Онези, които трябва да бъдат убити, са идентифицирани като „всички деца под тригодишна възраст“, които са „заподозрени“ в някои от следните „сериозни наследствени заболявания“: идиотичност и синдром на Даун (особено когато са свързани със слепота и глухота), микроцефалия, хидроцефалия, малформации от всякакъв вид, особено на крайниците, главата и гръбначния стълб и парализа, включително спастични състояния. Докладите са оценени от група медицински експерти, от които три са принудени да дадат одобрението си, преди дете да бъде убито.
Министерството използва различни заблуди, когато се занимава с родители или настойници, особено в католическите райони, където родителите обикновено не са съпричастни. На родителите им е съобщено, че децата им се изпращат в „Специални отделения“ за деца, където те ще получат подобрено лечение. Децата, изпратени в тези центрове, са държани за „оценка“ за няколко седмици и след това са убити чрез инжектиране на токсични химикали, обикновено фенол; техните смъртни случаи са регистрирани като „пневмония“. Аутопсиите обикновено се извършват и мозъчните проби се приемат за „медицински изследвания“. Това очевидно спомага за облекчаване на съвестта на много от участниците, тъй като им дава усещането, че децата не са умрели напразно и че цялата програма има истинска медицинска цел. Най-известната от тези институции в Австрия е Am Spiegelgrund, където от 1940 до 1945 г. 789 деца са убити чрез смъртоносна инжекция, газово отравяне и физическо насилие. Детският мозък се запазва в буркани с формалдехид и се съхранява в мазето на клиниката и в личната колекция на Хайнрих Грос, един от директорите на институцията, до 2001 г.
След като войната избухва през септември 1939 г., програмата приема по-малко строги стандарти за оценка и по-бърз процес на одобрение. Тя се разширява и включва по-големи деца и юноши.
В същото време на родителите се налага по-голям натиск да се съгласят децата им да бъдат изпратени. Много родители подозират какво всъщност се случва, особено когато става ясно, че институциите за деца с увреждания систематично се освобождават от обвинението и отказват съгласието си. Родителите са предупредени, че могат да загубят родителските права на всичките си деца и ако това не е достатъчно, родителите биха могли да бъдат заплашени с повикване за „трудово наказание“. През 1941 г. повече от 5000 деца са убити. Последното дете, което трябва да бъде убито при Акция Т4, е Рихард Йене на 29 май 1945 г. в детското отделение на държавната болница Кауфбюрен-Ирзе в Бавария, Германия, повече от три седмици след като войските на американската армия са окупирали града.

## Убиване на възрастни

### Нашествие в Полша
Бранд и Боулер разработват планове за разширяване на програмата за евтаназия на възрастни. През юли 1939 г. те провеждат среща, на която присъстват Конти и професор Вернер Хайде, ръководител на отдела за медицински сестри. Тази среща се съгласява да организира национален регистър на всички институционализирани хора с психични заболявания или физически увреждания. Първите възрастни с увреждания, които трябва да бъдат убити масово от нацисткия режим, са поляците. След инвазията на 1 септември 1939 г. възрастните хора с увреждания са застреляни от СС, под командването на СС-Щурмбанфюрер Рудолф Трьогер, с цялостно командване от Райнхард Хайдрих, по време на операция Таненберг. Всички болници и психични клиники на Вартеланд са опразнени. Регионът е включен в Германия и е предназначен за преселване от фолксдойче след германското окупиране на Полша. В района на Данциг (сега Гданск) около 7000 полски пациенти от различни институции са застреляни и 10 000 убити в района на Гдиня. Подобни мерки са предприети и в други райони на Полша, предназначени за вписване в Германия. Първите експерименти с обгазяване на пациенти са проведени през октомври 1939 г. във Форт VII в Позен (Познан), където стотици затворници са убити чрез отравяне с въглероден оксид в импровизирана газова камера, разработена от д-р Алберт Видман, главен химик на немската криминална полиция (Крипо). През декември 1939 г. Райхсфюрер-СС Хайнрих Химлер е свидетел на една от тези обгазявания, като гарантира, че това изобретение по-късно ще бъде използвано много по-широко.
Идеята за убийство на психиатричноболни пациенти скоро се разпространява от окупирана Полша в съседни райони на Германия, вероятно защото офицерите от нацистката партия и СС в тези райони са най-добре запознати с това, което се случва в Полша. Това са и зоните, където германците, ранени от полската кампания, се очаква да бъдат настанени, което създава търсене на болнично пространство.
Правното основание за програмата е писмо от Хитлер от 1939 г., а не формален „указ на Фюрера“ със силата на закона. Хитлер заобикаля Конти, министъра на здравеопазването и неговия отдел, които може би повдига въпроси относно законността на програмата и я възлага на Боулер и Бранд.
„Райхлидер Боулер и д-р Бранд са отговорни за разширяване на авторитета на лекарите, които да бъдат определени по име, така че пациентите, които след най-критичната диагноза, въз основа на човешка преценка (menschlichem Ermessen), се считат за неизлечими, може да бъде дадена милосърдна смърт (Gnadentod).
- Адолф Хитлер, 1 септември 1939 г.“
Убийствата са контролирани от Виктор Брак и неговия персонал от Tiergartenstraße 4, прикрито като офиси на „Благотворителна фондация за лечение и институционална грижа“, която служи като щаб и се ръководи от Боулер и Бранд. Упълномощените служители включват д-р Хърбърт Линдън, който участва в програмата за убиване на деца; д-р Ернст-Роберт Гравиц, главен лекар и Август Бекер, химик на СС.

### Избиране на цели от болничните записи
В началото на октомври всички болници, старчески домове и санаториуми трябва да докладват всички пациенти, които са институционализирани в продължение на пет или повече години, които са записани като „престъпни луди“, които са „неарийци“ или които са диагностицирани с някои от условията от списъците. Условията включват шизофрения, епилепсия, хорея на Хънтингтън, напреднал сифилис, сенилна деменция, парализа, енцефалит и „терминални неврологични състояния като цяло“. Много лекари и администратори приемат, че докладите трябва да идентифицират затворниците, които биха могли да бъдат подготвени за „трудова служба“ и са склонни да преувеличават степента на неспособност на своите пациенти, за да ги предпазят от трудово назначаване. Когато някои институции отказват да си сътрудничат, екипи от лекари от Т4 (или нацистки студенти по медицина) посещават и съставят списъците, понякога по случайно и идеологически мотивиран начин. През 1940 г. всички еврейски пациенти са отстранени от институции и убити.
Както и при децата, възрастните са оценени от група от експерти, работещи в офисите на Tiergartenstraße. От експертите се изисква да направят своите преценки по докладите, а не медицинските истории или изпити. Понякога те се занимават със стотици отчети в даден момент. На всеки от тях е отбелязан + (смърт), – (живот), или понякога ?, което означава, че те не са в състояние да решат.